# В списках не значился
«В спи́сках не зна́чился» — повесть Бориса Васильева, опубликованная в 1974 году в журнале «Юность». В том же году вышла пьеса в двух действиях.

## Сюжет
Действие повести разворачивается в начале Великой Отечественной войны в осаждённой немецкими захватчиками Брестской крепости. Главный герой — лейтенант Николай Плужников — приезжает в Брест перед самым началом войны. Поскольку в крепость он прибывает поздним вечером, то не успевает явиться в часть с рапортом о прибытии и не значится в списках боевого состава.
Утром начинается обстрел и осада крепости. В первые же минуты боя Плужников убивает врага и едва сам не погибает. Начинается противостояние защитников Брестской крепости фашистам. В крепости вместе со всеми осталась девушка Мирра — повариха, работавшая здесь как вольнонаёмная. После неудачной вылазки герой скрывается в казематах, где он ранее бывал до начала войны. Там он продолжает делать одиночные вылазки, пока не остаётся практически один. С Миррой, которая прячется в подземелье крепости, у него начинаются любовные отношения. Когда Плужников узнает, что Мирра беременна, он настаивает, чтобы та покинула крепость. Мирра пытается выйти с отрядом пленных рабочих женщин, но это ей не удаётся: её убивают. Плужников после болезни находит в подземельях бойца — старшину, который перед смертью передаёт знамя полка лейтенанту на сохранение. Через некоторое время, угрожая смертью, немцы отправляют скрипача Рувима Свицкого к Плужникову, чтобы заставить того сложить оружие. Между Свицким и Плужниковым происходит диалог:
— А Москва наша? Немцы не брали Москву?

— Нет, нет, что вы! Это я знаю совершенно точно. Их разбили под Москвой.
Николай просит Свицкого передать своим, что знамя он спрятал:
«Скажешь нашим»… — тихо сказал он. — «Скажешь нашим, когда они вернутся, что я спрятал…» — Он вдруг замолчал. —  «Нет, ты скажешь им, что крепости я не сдал. Пусть ищут. Пусть как следует ищут во всех казематах. Крепость не пала. Крепость не пала: она просто истекла кровью. Я — последняя ее капля...»
Плужников всё хуже видит и почти полностью теряет зрение из-за постоянного пребывания в темноте подземелья; у него закончились патроны и еда. Выйдя наружу, на вопросы немецкого генерала: «Фамилия? Звание? Воинская часть?», Плужников отвечает: «Я — русский солдат». Генерал, чуть помедлив, прикладывает руку к фуражке, отдавая Плужникову воинское приветствие. Николай, не дойдя до санитарной машины, умирает.

## Прототипы героев
Воспоминания различных свидетелей и очевидцев, которые собрал писатель Сергей Смирнов в своей книге «Брестская крепость», указывают на то, что:
- прототипом старшины послужил неизвестный красноармеец, который 15 июля 1941 года бросился с Тереспольской башни со связками гранат на колонну немцев, проходившую через Тереспольские ворота крепости;
- прототипом Плужникова послужил неизвестный красноармеец (или командир), который продержался в крепости вплоть до апреля 1942 года[3][4];
- прототипом Рувима Свицкого был скрипач Залман Ставский, якобы видевший одного из последних защитников крепости[5] и позднее расстрелянный вместе с другими жителями гетто.

## Постановки и экранизации
Большой популярностью пользовался спектакль «В списках не значился» театра «Ленком», поставленный Марком Захаровым в 1975 году по инсценировке Юрия Визбора и Марка Захарова, c Александром Абдуловым (Плужников), Еленой Шаниной (Мирра), Олегом Янковским (Свицкий) и Виктором Проскуриным (Сальников).
По мотивам произведения сняты фильм «Я — русский солдат» и одноимённый фильм.